# Fuglafjørður

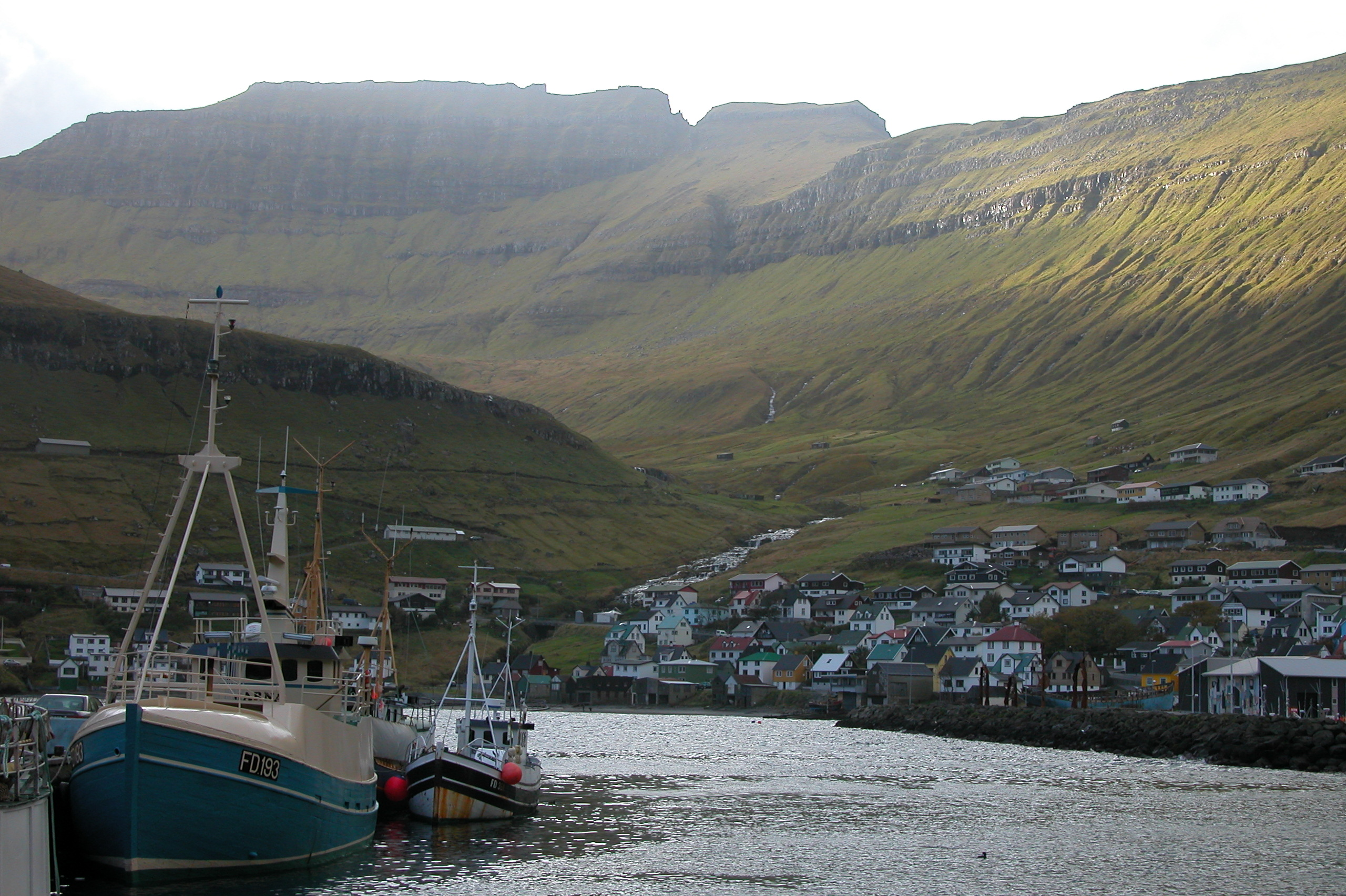
En liten del av hamnen samt samhället i bakgrunden

Fuglafjørður (IPA: [ˈfʊglaˌfjøːɹʊɹ], danska: Fuglefjord) är ett samhälle på ön Eysturoy i Fuglafjørðurs kommun på Färöarna. Samhället ligger vid fjorden med samma namn och var tidigare uppdelat i fyra delar (býlingar): við Gjógvará, við Garð, í Toftum respektive á Áargarði. Vid folkräkningen 2015 hade Fuglafjørður totalt 1 486 invånare och rankades som det femte största samhället på Färöarna. Postnumret är FO-530.
Fuglafjørður breder ut sig i en dalgång vid en bukt och upp på de omgivande bergskanterna. Samhällets centrum ligger i närheten av en hamn, som har mycket stor betydelse för området, då denna är platsen för fiskeindustrin och en större oljedepå. Under 1970-talet stank det fisk i orten, ett problem som orsakades av fiskefabriken. Idag är dock problemet löst.

## Kambsdalur
På grund av brist på utbyggnadsmöjligheter i själva Fuglafjørður anlades 1985 en ny stadsdel tre kilometer söderut, Kambsdalur, eller á Ytra Dali, som har utvecklats till en modernare ort med knappt 200 invånare. Kommunen köpte dalen av Gjógvaráhaga 1981 och den första invånaren i Kambsdalur flyttade hit den 5 oktober 1985. I Kambsdalur finns industriområde, gymnasium och handelsskola för det nordliga Färöarna. I det lokala sportcentrumet utövas huvudsakligen handboll, volleyboll och inomhusfotboll. Det nyetablerade kulturella centrumet är en av de största kulturella turistattraktionerna på Eysturoy.
Arkeologiska utgrävningar har visat att denna del av Färöarna var bebodd redan under 900-talet. Kyrkan är dock nästan helt ny och stod färdig år 1984. 
Strax söder om Fuglafjørður finns Färöarnas enda varma källa (färöiska: Varmakelda). Till skillnad från Island har det inte funnits någon vulkanisk aktivitet på Färöarna på flera miljoner år, även om Färöarna har uppstått på grund av ett vulkanutbrott. Den 18 grader varma källan söder om Fuglafjørður är det enda spåret av de vulkaniska tiderna. Varje första helg i juli månad hålls en folkfest i Fuglafjørður för att fira källan, något som sker med bål, sång och tal. 
Konstmålaren Øssur Mohr (född 1961) är en känd personlighet från Fuglafjørður. 

## Sport
I Fuglafjørður finns bland annat ett simsällskap, Fuglafjarðar Svimjifelag, en klubb som grundades år 1975. Det finns även ett idrottssällskap som heter Ítróttarfelag Fuglafjarðar (ÍF, Idrottssällskapet Fuglafjarðar) som spelar fotboll, handboll, kappróður samt badminton.

## Befolkningsutveckling
| Befolkningsutvecklingen i Fuglafjørður 1985–2015 | Befolkningsutvecklingen i Fuglafjørður 1985–2015 | Befolkningsutvecklingen i Fuglafjørður 1985–2015 | Befolkningsutvecklingen i Fuglafjørður 1985–2015 | Befolkningsutvecklingen i Fuglafjørður 1985–2015 |
| ------------------------------------------------ | ------------------------------------------------ | ------------------------------------------------ | ------------------------------------------------ | ------------------------------------------------ |
|                                                  |                                                  |                                                  |                                                  |                                                  |
| År                                               |                                                  |                                                  | Folkmängd                                        |                                                  |
| 1985                                             | 1985                                             |                                                  | 1 597                                            |                                                  |
| 1990                                             | 1990                                             |                                                  | 1 613                                            |                                                  |
| 1995                                             | 1995                                             |                                                  | 1 380                                            |                                                  |
| 2000                                             | 2000                                             |                                                  | 1 498                                            |                                                  |
| 2005                                             | 2005                                             |                                                  | 1 534                                            |                                                  |
| 2010                                             | 2010                                             |                                                  | 1 515                                            |                                                  |
| 2015                                             | 2015                                             |                                                  | 1 486                                            |                                                  |
|                                                  |                                                  |                                                  |                                                  |                                                  |